# Luis de Moscoso Alvarado
Luis de Moscoso Alvarado (Badajoz, 1505 — Peru, 1505) foi um explorador e conquistador espanhol. Era filho de Alonso Hernández Diosdado Mosquera de Moscoso e de Isabel de Alvarado e sobrinho do também conquistador Pedro de Alvarado, que se notabilizou nas conquistas da América Central e do Sul. Tinha dois irmãos: João de Alvarado e Cristóbal de Mosquera.

## Biografia
Luis acompanhou o seu tio Pedro nas conquistas do que é hoje o México, Guatemala e El Salvador. em 1530 foi enviado pelo tio para que encontrasse uma colónia no que é hoje a parte oriental de El Salvador. Em 8 de maio desse ano fundou a cidade de San Miguel de la Frontera.
Em 1534 viajou para o Peru com o seu tio, onde embarcaram numa expedição ue os levou através do que é hoje o Equador. Subsequentemente o seu tio ordenou-lhe ue prosseguisse a exploração do Equador, levando-o a descobrir várias tribos no que é atualmente a província de Manabí.
De volta ao Peru, Luis e os irmãos juntaram-se ao explorador Hernando de Soto, mas as discórdias entre Diego de Almagro e Francisco Pizarro obrigaram Luis de Moscoso e Hernando de Soto a voltar para Espanha em 1536. Em Espanha perderam toda a riqueza que tinham adquirido nas Américas, o que os fez voltar aquele continente com a perspetiva de voltarem a enriquecer. Embarcaram em Sanlúcar de Barrameda e em 7 de abril de 1538 viajaram para a Flórida através de Cuba acompanhando o exército de Hernando de Soto. Luis comandou um dos nove navios da armada de Soto. Na Flórida exploraram o rio Mississippi, com Luis no posto de "mestre de campo" (comandante de campo) até ao desastre com os Chickasaw, ocorrido no Mississippi setentrional em março de 1541. A responsabilidade deste evento, no qual morreram 12 espanhóis e se perdeu a maior parte dos cavalos, foi atribuída em grande parte à sua negligência. Hernando de Soto morreu em 21 de maio de 1542 no que é hoje o Arcansas, deixando Moscoso como seu sucessor como comandante do exército. Logo que tomou o comando, Moscoso acedeu aos desejos dos seus homens para retirarem.
Luis de Moscoso e as suas tropas marcharam para ocidente, tendo possivelmente chegado ao noroeste do Luisiana e continuaram, tendo chegado ao Texas. No caminho cruzaram-se com algumas populações indígenas, mas como não tinham intérpretes para comunicarem com tais gentes e tinham tido más experiências, voltaram para trás, para o rio Mississippi, onde construíram sete bergantins ou pinaças, com as quais pretendiam procurar uma rota aquática para o México. Em 2 de julho de 1543, os 322 sobreviventes dos 600 soldados e serventes que tinham desembarcado na Flórida quatro anos anos antes iniciaram a descida do Mississippi. Chegados à foz, seguiram as costas do Luisiana e do Texas e provavelmente entraram nas baías de Matagorda, do Aransas e de Corpus Christi, subindo em seguida o rio Pánuco. Deste rio viajaram até à Cidade do México, onde Moscoso escreveu duas breves cartas ao rei de Espanha, nas quais pouco dizia sobre a expedição.
No México casou com a sua prima  Leonor de Alvarado, filha de Pedro de Alvarado, e entrou ao serviço do vice-rei de Nova Espanha, Antonio de Mendoza, a quem acompanhou ao Peru em 1550. Luis Moscoso morreu aí no ano seguinte.